# Schizostachyum gracile
Schizostachyum gracile là một loài thực vật có hoa trong họ Hòa thảo. Loài này được (Munro) Holttum miêu tả khoa học đầu tiên năm 1956.